# Pallacanestro Cantù 2019-2020
Questa voce raccoglie le informazioni riguardanti la Pallacanestro Cantù nelle competizioni ufficiali della stagione 2019-2020.

## Stagione
La stagione 2019-2020 della Pallacanestro Cantù sponsorizzata Acqua San Bernardo-Cinelandia, è la 63ª nel massimo campionato italiano di pallacanestro, la Serie A.
Per la composizione del roster si decise di confermare la scelta della formula del 6+6, con 6 giocatori stranieri provenienti da qualsiasi paese e 6 giocatori di formazione italiana.

## Organigramma societario
Aggiornato al 22 gennaio 2020.
- Presidente: Davide Marson
- Vicepresidenti: Sergio Paparelli, Angelo Passeri
- Amministratore Delegato: Andrea Mauri
- Consiglieri: Roberto Allievi, Antonio Biella, Gioacchino Pantoni
- General Manager: Daniele Della Fiori
- Segretario Generale: Luca Rossini
- Senior Advisor: Angelo Zomegnan
- Team Manager: Diego Fumagalli
- Responsabile Comunicazione: Alessandro Palermo
- Addetto Arbitri: Carlino Cattaneo

- Allenatore: Cesare Pancotto
- Assistenti: Marco Gandini, Antonio Visciglia
- Consulente Tecnico: Bruno Arrigoni
- Preparatore Atletico: Oscar Pedretti
- Responsabile Medico: Federico Casamassima
- Medico: Fabrizio Orsenigo
- Fisioterapisti: Andrea Canini, Marco Mascheroni, Emanuele Taiana

## Roster
Aggiornato al 10 dicembre 2019.
| Acqua San Bernardo-Cinelandia Cantù 2019-20 | Acqua San Bernardo-Cinelandia Cantù 2019-20 |
| Giocatori                                   | Staff tecnico                               |
| ------------------------------------------- | ------------------------------------------- |

| N. | Naz.                                           | Ruolo | Nome                | Anno | Alt.   | Peso   |  |
| -- | ---------------------------------------------- | ----- | ------------------- | ---- | ------ | ------ |  |
| 1  | Stati Uniti (bandiera)                         | G     | Cameron Young       | 1996 | 198 cm | 93 kg  |  |
| 7  | Stati Uniti (bandiera)                         | G     | Corban Collins      | 1994 | 191 cm | 86 kg  |  |
| 9  | Italia (bandiera)                              | G     | Gabriele Procida    | 2002 | 198 cm | 82 kg  |  |
| 10 | Stati Uniti (bandiera)                         | P     | Wes Clark           | 1994 | 184 cm | 83 kg  |  |
| 11 | Italia (bandiera)                              | AP    | Andrea La Torre (C) | 1997 | 202 cm | 101 kg |  |
| 13 | Stati Uniti (bandiera)                         | C     | Kevarrius Hayes     | 1997 | 206 cm | 103 kg |  |
| 15 | Stati Uniti (bandiera)                         | G     | Rodney Purvis       | 1994 | 193 cm | 93 kg  |  |
| 19 | Stati Uniti (bandiera) · Portogallo (bandiera) | AG    | Jeremiah Wilson     | 1988 | 205 cm | 104 kg |  |
| 20 | Stati Uniti (bandiera)                         | P     | Joe Ragland         | 1989 | 182 cm | 85 kg  |  |
| 22 | Stati Uniti (bandiera)                         | A     | Jason Burnell       | 1997 | 201 cm | 100 kg |  |
| 25 | Italia (bandiera)                              | G     | Biram Baparapè      | 1997 | 190 cm | 83 kg  |  |
| 27 | Italia (bandiera)                              | C     | Alessandro Simioni  | 1998 | 206 cm | 115 kg |  |
| 28 | Rep. Dominicana (bandiera) · Italia (bandiera) | P     | Yancarlos Rodríguez | 1994 | 187 cm | 86 kg  |  |
| 32 | Italia (bandiera)                              | GA    | Andrea Pecchia      | 1997 | 197 cm | 90 kg  |  |
| –  | Italia (bandiera)                              | G     | Jona Di Giuliomaria | 2002 |        |        |  |
| –  | Italia (bandiera)                              | P     | Tommaso Lanzi       | 2002 | 185 cm |        |  |
| –  | Italia (bandiera)                              | G     | Lorenzo Sala        | 2000 |        |        |  |

| Allenatore                                                                                      |
| - Cesare Pancotto                                                                               |
| Assistente/i                                                                                    |
| - Marco Gandini - Antonio Visciglia Legenda - (C) Capitano - (IN) Inattivo - Infortunato Roster |

1. 1 2  Ceduto a stagione in corso
2. 1 2 3 4  Aggregato alla prima squadra dalle giovanili
3. 1 2  Firmato a stagione in corso
4. ↑  Tesserato a stagione in corso

## Mercato

### Sessione estiva
| Acquisti | Acquisti            | Acquisti           | Acquisti         | Acquisti   |
| R.       | Nome                | da                 | Data             | Modalità   |
| -------- | ------------------- | ------------------ | ---------------- | ---------- |
| ALL      | Cesare Pancotto     | Pod. Montegranaro  | 14 giugno 2019   | definitivo |
| ALL      | Marco Gandini       | Scaligera Verona   | 17 giugno 2019   | definitivo |
| PG       | Yancarlos Rodríguez | Pall. Roseto       | 20 giugno 2019   | definitivo |
| C        | Alessandro Simioni  | A. Costa Imola     | 22 giugno 2019   | definitivo |
| GA       | Andrea Pecchia      | Olimpia Milano     | 25 giugno 2019   | definitivo |
| C        | Kevarrius Hayes     | Florida Gators     | 8 luglio 2019    | definitivo |
| AG       | Jeremiah Wilson     | Herm. Nantes       | 11 luglio 2019   | definitivo |
| A        | Jason Burnell       | JSU Gamecocks      | 17 luglio 2019   | definitivo |
| P        | Wes Clark           | N.B. Brindisi      | 23 luglio 2019   | definitivo |
| G        | Corban Collins      | Luleå              | 26 luglio 2019   | definitivo |
| G        | Cameron Young       | Quinnipiac Bobcats | 6 settembre 2019 | definitivo |

| Cessioni | Cessioni           | Cessioni          | Cessioni       | Cessioni                |
| R.       | Nome               | a                 | Data           | Modalità                |
| -------- | ------------------ | ----------------- | -------------- | ----------------------- |
| AG       | Tyler Stone        | Piratas de Queb.  | 18 maggio 2019 | fine contratto          |
| AC       | Davon Jefferson    | Cap. de Arecibo   | 6 giugno 2019  | fine contratto          |
| ALL      | Nicola Brienza     | Aquila Trento     | 10 giugno 2019 | fine contratto          |
| C        | Curtis Nwohuocha   | Trapani Shark     |                | riscatto prestito       |
| G        | Gerry Blakes       | EWE Oldenburg     | 20 giugno 2019 | fine contratto          |
| G        | Frank Gaines       | Virtus Bologna    | 18 luglio 2019 | fine contratto          |
| G        | Salvatore Parrillo | G.M. OrziBasket   | 30 luglio 2019 | rescissione consensuale |
| PG       | Tony Carr          | Parma Perm'       | 10 agosto 2019 | fine contratto          |
| AG       | Shaheed Davis      | Fukushima Fireb.s | 15 agosto 2019 | fine contratto          |
| ALL      | Ugo Ducarello      | Free agent        |                | fine contratto          |
| PG       | Maurizio Tassone   | Free agent        |                | fine contratto          |

### Dopo l'inizio della stagione
| Acquisti | Acquisti      | Acquisti   | Acquisti         | Acquisti   |
| R.       | Nome          | da         | Data             | Modalità   |
| -------- | ------------- | ---------- | ---------------- | ---------- |
| P        | Joe Ragland   | Free agent | 9 dicembre 2019  | definitivo |
| G        | Rodney Purvis | Free agent | 25 febbraio 2020 | definitivo |

| Cessioni | Cessioni            | Cessioni     | Cessioni         | Cessioni    |
| R.       | Nome                | a            | Data             | Modalità    |
| -------- | ------------------- | ------------ | ---------------- | ----------- |
| G        | Corban Collins      | Treviglio    | 18 dicembre 2019 | rescissione |
| P        | Yancarlos Rodríguez | Pall. Roseto | 16 gennaio 2020  | rescissione |

## Risultati

### Serie A

#### Stagione regolare

##### Girone d'andata
| Arbitri: | Attard (Siracusa) Di Francesco (Teramo) Nicolini (Palermo) |

|                                                           |            |                                    |
| Banks, Brown 17 Gaspardo, Martin 10 Campogrande, Ikangi 3 | Punti      | 22 Young 10 Pecchia 8 Clark, Hayes |
| Banks 4                                                   | Assist     | 3 Wilson                           |
| Banks 10                                                  | Rimbalzi   | 10 Hayes                           |
| Francesco Vitucci                                         | Allenatori | Cesare Pancotto                    |

| Arbitri: | Vicino (Bologna) Sardella (Rimini) Brindisi (Torino) |

|                                           |            |                                                         |
| Clark, Hayes, Young 16 Burnell 8 Wilson 7 | Punti      | 15 Vojvoda 14 Fontecchio, Owens, Upshaw 13 Johnson-Odom |
| Rodríguez 4                               | Assist     | 10 Mekel                                                |
| Burnell 7                                 | Rimbalzi   | 7 Owens                                                 |
| Cesare Pancotto                           | Allenatori | Maurizio Buscaglia                                      |

| Arbitri: | Mazzoni (Grosseto) Baldini (Firenze) Paglialunga (Taranto) |

|                                      |            |                               |
| Daye, Tonut 15 Chappell 13 Filloy 10 | Punti      | 11 Collins 8 Burnell 7 Wilson |
| Stone 5                              | Assist     | 4 Clark                       |
| Watt 9                               | Rimbalzi   | 7 Hayes                       |
| Walter De Raffaele                   | Allenatori | Cesare Pancotto               |

| Arbitri: | Borgo (Grumolo delle Abbadesse) Bartoli (Trieste) Noce (Latina) |

|                                                 |            |                                |
| Wilson 17 Collins 15 Hayes, Pecchia, Simioni 12 | Punti      | 24 Kelly 11 Blackmon 10 Forray |
| Clark 9                                         | Assist     | 7 Craft                        |
| Hayes 15                                        | Rimbalzi   | 9 Kelly                        |
| Cesare Pancotto                                 | Allenatori | Nicola Brienza                 |

| Arbitri: | Lanzarini (Bologna) Morelli (Brindisi) Sardella (Rimini) |

|                                  |            |                             |
| Pecchia 16 Wilson 15 La Torre 13 | Punti      | 20 Bilan 16 Evans 12 Spissu |
| Clark 4                          | Assist     | 6 Spissu, Vitali            |
| Hayes 7                          | Rimbalzi   | 8 Pierre                    |
| Cesare Pancotto                  | Allenatori | Gianmarco Pozzecco          |

| Arbitri: | Vicino (Bologna) Bettini (Bologna) Capotorto (Bari) |

|                                      |            |                             |
| Saunders 15 Sobin 10 Akele, Diener 6 | Punti      | 21 Wilson 13 Clark 12 Young |
| Diener, Stojanović 3                 | Assist     | 4 Clark                     |
| Sobin 8                              | Rimbalzi   | 8 Hayes, Wilson             |
| Romeo Sacchetti                      | Allenatori | Cesare Pancotto             |

| Arbitri: | Filippini (Pisa) Giovannetti (Papigno) Nicolini (Palermo) |

|                                      |            |                                  |
| Clark, Pecchia 12 Wilson 11 Young 10 | Punti      | 21 Dyson 16 Jefferson 12 Kyzlink |
| Collins 5                            | Assist     | 8 Dyson                          |
| Wilson 6                             | Rimbalzi   | 12 Jefferson                     |
| Cesare Pancotto                      | Allenatori | Piero Bucchi                     |

| Arbitri: | Biggi (Sarmato) Martolini (Roma) Galasso (Siena) |

|                                 |            |                              |
| Petteway 21 Landi 13 Dowdell 11 | Punti      | 21 Clark 19 Burnell 18 Young |
| Dowdell 5                       | Assist     | 2 Clark, Collins             |
| Johnson, Petteway 7             | Rimbalzi   | 6 Clark                      |
| Michele Carrea                  | Allenatori | Cesare Pancotto              |

| Arbitri: | Paglialunga (Taranto) Grigioni (Roma) Perciavalle (Torino) |

|                                |            |                                 |
| Burnell 29 Collins 13 Hayes 11 | Punti      | 23 Aradori 17 Robertson 15 Sims |
| Clark, Young 4                 | Assist     | 5 Leunen                        |
| Wilson, Young 7                | Rimbalzi   | 9 Aradori                       |
| Cesare Pancotto                | Allenatori | Antimo Martino                  |

| Arbitri: | Rossi (Sansepolcro) Baldini (Firenze) Vita (Ancona) |

|                                                  |            |                                             |
| Teodosić, Weems 15 Gamble, Hunter 13 Marković 10 | Punti      | 17 Clark 11 Wilson, Young 10 Burnell, Hayes |
| Teodosić 11                                      | Assist     | 4 Pecchia                                   |
| Hunter 9                                         | Rimbalzi   | 6 Clark                                     |
| Aleksandar Đorđević                              | Allenatori | Cesare Pancotto                             |

| Arbitri: | Biggi (Sarmato) Boninsegna (Milano) Borgioni (Roma) |

|                               |            |                                |
| Wilson 16 Pecchia 14 Clark 12 | Punti      | 19 Mayo 14 Vene 11 Tambone     |
| Clark 3                       | Assist     | 3 Mayo, Peak, Simmons, Tambone |
| Wilson 10                     | Rimbalzi   | 9 Simmons                      |
| Cesare Pancotto               | Allenatori | Attilio Caja                   |

| Arbitri: | Begnis (Crema) Di Francesco (Teramo) Capotorto (Bari) |

|                             |            |                               |
| Clark 24 Hayes 11 Wilson 10 | Punti      | 16 Cooke 15 Tessitori 10 Fotu |
| Clark, Ragland 3            | Assist     | 7 Nikolić                     |
| Hayes 11                    | Rimbalzi   | 12 Tessitori                  |
| Cesare Pancotto             | Allenatori | Massimiliano Menetti          |

| Arbitri: | Lo Guzzo (Catanzaro) Sardella (Rimini) Noce (Latina) |

|                                      |            |                                |
| Elmore 17 Justice 16 Perić 14        | Punti      | 32 Clark 12 Burnell 11 Ragland |
| Elmore, Fernández, Mitchell, Perić 3 | Assist     | 6 Ragland                      |
| Mitchell 9                           | Rimbalzi   | 8 Hayes                        |
| Eugenio Dalmasson                    | Allenatori | Cesare Pancotto                |

| Arbitri: | Lanzarini (Bologna) Giovannetti (Papigno) Pepponi (Assisi) |

|                              |            |                                |
| Totè 17 Pušica 14 Barford 13 | Punti      | 21 Burnell 17 Young 13 Ragland |
| Pušica 4                     | Assist     | 5 Ragland                      |
| Totè 9                       | Rimbalzi   | 11 Hayes                       |
| Giancarlo Sacco              | Allenatori | Cesare Pancotto                |

| Arbitri: | Attard (Siracusa) Bettini (Bologna) Galasso (Siena) |

|                                       |            |                               |
| Clark 23 Burnell 15 Hayes, Ragland 11 | Punti      | 20 Abass 11 Lansdowne 10 Moss |
| Clark 5                               | Assist     | 7 Vitali                      |
| Hayes 6                               | Rimbalzi   | 8 Abass                       |
| Cesare Pancotto                       | Allenatori | Vincenzo Esposito             |

| Arbitri: | Filippini (Pisa) Grigioni (Roma) Dori (Mirano) |

|                                     |            |                              |
| Scola 21 Micov 20 Gudaitis, Sykes 7 | Punti      | 21 Clark 15 Hayes 14 Burnell |
| Rodríguez, Scola, Sykes 2           | Assist     | 6 Ragland                    |
| Gudaitis 7                          | Rimbalzi   | 11 Burnell                   |
| Ettore Messina                      | Allenatori | Cesare Pancotto              |

##### Girone di ritorno
| Arbitri: | Vicino (Bologna) Quarta (Torino) Pepponi (Assisi) |

|                                      |            |                               |
| Clark 30 Wilson 13 Burnell, Hayes 12 | Punti      | 32 Banks 19 Stone 13 Thompson |
| Ragland 6                            | Assist     | 9 Banks                       |
| Burnell 9                            | Rimbalzi   | 9 Martin                      |
| Cesare Pancotto                      | Allenatori | Francesco Vitucci             |

| Arbitri: | Lo Guzzo (Catanzaro) Paglialunga (Taranto) Morelli (Brindisi) |

|                                        |            |                              |
| Johnson-Odom 19 Mekel 15 Fontecchio 14 | Punti      | 17 Clark 12 Burnell 10 Hayes |
| Mekel 5                                | Assist     | 7 Ragland                    |
| Pardon 11                              | Rimbalzi   | 6 Young                      |
| Maurizio Buscaglia                     | Allenatori | Cesare Pancotto              |

| Arbitri: | Lanzarini (Bologna) Bettini (Bologna) Nicolini (Palermo) |

|                                      |            |                             |
| Hayes 14 Wilson 13 Burnell, Young 11 | Punti      | 25 Watt 17 Daye 14 Chappell |
| Ragland 9                            | Assist     | 14 De Nicolao               |
| Hayes 14                             | Rimbalzi   | 10 Watt                     |
| Cesare Pancotto                      | Allenatori | Walter De Raffaele          |

| Arbitri: | Biggi (Sarmato) Borgioni (Roma) Belfiore (Napoli) |

|                                        |            |                              |
| Blackmon 20 Gentile, Knox 16 Forray 10 | Punti      | 24 Burnell 13 Clark 8 Wilson |
| Gentile 6                              | Assist     | 7 Ragland                    |
| Kelly 7                                | Rimbalzi   | 10 Hayes                     |
| Nicola Brienza                         | Allenatori | Cesare Pancotto              |

#### Andamento in campionato
| Giornata  | 1 | 2 | 3  | 4  | 5  | 6  | 7 | 8  | 9  | 10 | 11 | 12 | 13 | 14 | 15 | 16 | 17 | 18 | 19 | 20 | 21 | 22 | 23 | 24 | 25 | 26 | 27 | 28 | 29 | 30 | 31 | 32 | 33 | 34 |
| --------- | - | - | -- | -- | -- | -- | - | -- | -- | -- | -- | -- | -- | -- | -- | -- | -- | -- | -- | -- | -- | -- | -- | -- | -- | -- | -- | -- | -- | -- | -- | -- | -- | -- |
| Luogo     | T | - | C  | T  | C  | C  | T | C  | T  | C  | T  | C  | C  | T  | T  | C  | T  | C  | -  | T  | C  | T  | T  | C  | T  | C  | T  | C  | T  | T  | C  | C  | T  | C  |
| Risultato | V | - | S  | S  | V  | S  | V | S  | S  | S  | S  | V  | V  | V  | V  | S  | V  | P  | -  | S  | V  | P  |    |    |    |    |    |    |    |    |    |    |    |    |
| Posizione | 7 | 6 | 10 | 13 | 10 | 14 | 8 | 11 | 14 | 14 | 15 | 14 | 13 | 12 | 10 | 11 | 10 | 9  | 10 | 12 | 10 | 11 |    |    |    |    |    |    |    |    |    |    |    |    |

Fonte:  Acqua S.Bernardo Cantù - Stagione 2019/2020 , su web.legabasket.it, LegaBasket.
Legenda:

Luogo: C = Casa; T = Trasferta. Risultato: V = Vittoria; S = Sconfitta.
- = Turno di riposo.

## Statistiche

### Statistiche di squadra
Aggiornate al 27 febbraio 2020.
| Competizione   | Punti | In casa | In casa | In casa | In casa | In casa | In trasferta | In trasferta | In trasferta | In trasferta | In trasferta | Totale | Totale | Totale | Totale | Totale | Totale |
| Competizione   | Punti | G       | V       | P       | Ptf     | Pts     | G            | V            | P            | Ptf          | Pts          | G      | V      | P      | Ptf    | Pts    | Diff.  |
| -------------- | ----- | ------- | ------- | ------- | ------- | ------- | ------------ | ------------ | ------------ | ------------ | ------------ | ------ | ------ | ------ | ------ | ------ | ------ |
| Serie A        | 18    | 10      | 4       | 6       | 785     | 815     | 10           | 5            | 5            | 748          | 765          | 20     | 9      | 11     | 1533   | 1580   | -47    |
| Totale Serie A | 18    | 10      | 4       | 6       | 785     | 815     | 10           | 5            | 5            | 748          | 765          | 20     | 9      | 11     | 1533   | 1580   | -47    |

### Statistiche dei giocatori

#### Serie A
Aggiornate al 4 febbraio 2020.
| Nome               | G  | Pun | Min | Falli | Falli | Tiri da 2 | Tiri da 2 | Tiri da 2 | Tiri da 3 | Tiri da 3 | Tiri da 3 | Tiri Liberi | Tiri Liberi | Tiri Liberi | Rimbalzi | Rimbalzi | Rimbalzi | Stop | Stop | Palle | Palle | Ass | Val | OER   | +/-  |
| Nome               | G  | Pun | Min | C     | S     | R         | T         | %         | R         | T         | %         | R           | T           | %           | O        | D        | T        | D    | S    | P     | R     | Ass | Val | OER   | +/-  |
| ------------------ | -- | --- | --- | ----- | ----- | --------- | --------- | --------- | --------- | --------- | --------- | ----------- | ----------- | ----------- | -------- | -------- | -------- | ---- | ---- | ----- | ----- | --- | --- | ----- | ---- |
| Wes Clark          | 19 | 280 | 544 | 53    | 73    | 70        | 152       | 46.1      | 29        | 88        | 33.0      | 53          | 72          | 73.6        | 13       | 57       | 70       | 3    | 9    | 31    | 17    | 66  | 256 | 0.851 | -4   |
| Jason Burnell      | 19 | 210 | 508 | 39    | 29    | 74        | 124       | 59.7      | 14        | 42        | 33.3      | 20          | 28          | 71.4        | 40       | 56       | 96       | 2    | 1    | 14    | 21    | 28  | 246 | 1.058 | 23   |
| Cameron Young      | 19 | 184 | 424 | 36    | 48    | 35        | 74        | 47.3      | 26        | 89        | 29.2      | 36          | 50          | 72.0        | 7        | 38       | 45       | 4    | 5    | 31    | 11    | 23  | 127 | 0.832 | -120 |
| Kevarrius Hayes    | 19 | 183 | 540 | 54    | 60    | 74        | 127       | 58.3      | 0         | 2         | 0.0       | 35          | 52          | 67.3        | 57       | 78       | 135      | 49   | 6    | 23    | 12    | 13  | 297 | 1.044 | 19   |
| Jeremiah Wilson    | 19 | 180 | 454 | 45    | 35    | 29        | 64        | 45.3      | 33        | 101       | 32.7      | 23          | 29          | 79.3        | 25       | 81       | 106      | 9    | 4    | 27    | 8     | 23  | 176 | 0.871 | -85  |
| Andrea Pecchia     | 19 | 146 | 472 | 39    | 43    | 49        | 76        | 64.5      | 8         | 31        | 25.8      | 24          | 35          | 68.6        | 20       | 65       | 85       | 2    | 4    | 21    | 14    | 22  | 187 | 0.986 | -21  |
| Joe Ragland        | 8  | 72  | 236 | 14    | 19    | 14        | 35        | 40.0      | 10        | 26        | 38.5      | 14          | 15          | 93.3        | 4        | 28       | 32       | 0    | 6    | 12    | 5     | 46  | 104 | 0.906 | 35   |
| Alessandro Simioni | 19 | 49  | 138 | 21    | 8     | 15        | 32        | 46.9      | 5         | 15        | 33.3      | 4           | 7           | 57.1        | 7        | 16       | 23       | 0    | 2    | 5     | 2     | 5   | 29  | 0.682 | -60  |
| Andrea La Torre    | 19 | 42  | 170 | 14    | 7     | 10        | 19        | 52.6      | 6         | 26        | 23.1      | 4           | 5           | 80.0        | 7        | 13       | 20       | 3    | 3    | 6     | 3     | 9   | 31  | 0.767 | 18   |
| Gabriele Procida   | 6  | 9   | 22  | 3     | 0     | 0         | 1         | 0.0       | 0         | 6         | 50.0      | 0           | 0           | 0.0         | 1        | 2        | 3        | 0    | 0    | 0     | 0     | 0   | 5   | 0.500 | 17   |
| Biram Baparapè     | 2  | 0   | 2   | 0     | 0     | 0         | 0         | 0.0       | 0         | 0         | 0.0       | 0           | 0           | 0.0         | 0        | 0        | 0        | 0    | 0    | 0     | 0     | 0   | 0   | 0.000 | -2   |

##### Ceduti a stagione in corso
| Nome                | G  | Pun | Min | Falli | Falli | Tiri da 2 | Tiri da 2 | Tiri da 2 | Tiri da 3 | Tiri da 3 | Tiri da 3 | Tiri Liberi | Tiri Liberi | Tiri Liberi | Rimbalzi | Rimbalzi | Rimbalzi | Stop | Stop | Palle | Palle | Ass | Val | OER   | +/- |
| Nome                | G  | Pun | Min | C     | S     | R         | T         | %         | R         | T         | %         | R           | T           | %           | O        | D        | T        | D    | S    | P     | R     | Ass | Val | OER   | +/- |
| ------------------- | -- | --- | --- | ----- | ----- | --------- | --------- | --------- | --------- | --------- | --------- | ----------- | ----------- | ----------- | -------- | -------- | -------- | ---- | ---- | ----- | ----- | --- | --- | ----- | --- |
| Corban Collins      | 11 | 75  | 232 | 25    | 15    | 13        | 29        | 44.8      | 13        | 49        | 26.5      | 10          | 15          | 66.7        | 2        | 17       | 19       | 0    | 5    | 13    | 4     | 20  | 33  | 0.620 | -18 |
| Yancarlos Rodríguez | 15 | 32  | 92  | 15    | 12    | 5         | 12        | 41.7      | 3         | 15        | 20.0      | 8           | 11          | 72.7        | 0        | 7        | 7        | 0    | 1    | 8     | 4     | 8   | 12  | 0.585 | 1   |